# おとなの1ページ心理学
『おとなの1ページ心理学』（おとなの1ページしんりがく）は、原作:ゆうきゆう、作画：ソウによる日本の漫画。少年画報社の『月刊ヤングキング』にて連載、『月刊ヤングキングアワーズGH』に改名された後も同誌にて2014年1月号まで連載された。

## 設定
舞台は「禁止町医科大学」。精神医学教室、小児科、病理学教室、皮膚科などがある。

## 登場人物
大和 マヤ
精神医学教室の女医。
心理学テクニックを駆使して、あらゆる男を手玉に取り、下僕にする。
謎の話術で不毛なアイデアを実行させた結果、潰した店舗はいくつもある。恋人もいたが、デートで話すようなものではない話題でも、思いついたら口にしてしまうため別れている。
基本的にボケキャラだが、周囲の暴走に驚くことも割とある。
結城 ユウ
精神医学教室の研修医。モデルは原作者の、ゆうきゆう。
女性に全くもてず、いつも悩んでいる。趣味は妄想。妄想を暴走させ、何度も警察の厄介になる。妄想のせいで女性に振られるだけでなく、同性の友人すら失うようになってしまう。教室内での立場も低く、他の登場人物たちから残念な人として扱われている。
最後の締めで突っ込みを担当することが多いが、制裁を受けることが目に見えているため、心の中で突っ込むだけに留めている。作中後半で突っ込み役を白井に取られる。
織江 リオ
精神医学教室の医師。マヤと同期。
美男で女たらし。絵を描くのが上手。しょっちゅうマヤと、非常に無駄な議論や対決を繰り返す。
思考回路はマヤと同様、異性絡みの発想はユウと同レベル。メンタルが弱いらしく、ユウを見て安心しているらしい。
鬼頭 あおい（きとう あおい）
小児科の女医。常に無表情。子供達には「青鬼先生」と呼ばれている。出番が少ない。
春日 アスカ（かすが アスカ）
病理学教室の女医。最初は本音と建前が逆だったりヒステリックだったりしたが、連載が進むにつれよく朗らかな笑顔を見せるキャラとなってきている。
しょっちゅうユウと非常に無駄な議論を繰り返すが、大抵言い負かされ、暴力に訴える。他にも話術は得意ではないため長台詞は覚えられず、パニックに陥ると同じくひっぱたいてくる。また、相談相手に突拍子もないアイデアを提案し、悲惨な結果に終わるが、自分のせいだとは認識していない。
発明品を披露するために入浴中の男性のところにも躊躇なく突撃する・あらゆる女性に徹底的に嫌われるユウと普通に話しているなど、異性に関しては基本的に無関心。また、ブランド物にも興味なし。
先輩の医師
禁止町医科大学の卒業生。
借金をしてメンタルクリニックを独立開業したが、患者が来ず悩んでおり、マヤに助言を求める。
斜め上なアドバイスを真に受けたり不幸が重なったりで、基本的に周囲の評判は急降下していっている。借金も返せていないようで、危機的状態らしい。
池 三四郎（いけ さんしろう）
病理学教室の研修医。
アスカに恋しており、なんとか振り向いてもらおうと日々努力するがまず空回りで終わる。また、頭も悪い。事故や自発的に公然と裸になって逮捕される、というオチがよくある。
井中 桃（いなか もも）
皮膚科の女医。田舎育ちで世間知らず。周囲の言葉を無理に解釈して暴走する。自分の体や世の中に色々悩みを持っているが、その都度アスカに想定外の説得をされてふっ切っている。
世野 真実
小児科の女医。的を射た様々な名言を繰り出す。子供達に真実を教えることが生き甲斐。他にも、様々な言い訳に対してばっさり切り捨てる、という展開も担当（この際、よくマイクを持っている）。他のキャラと一緒に出ることは少ない。
三姉妹の次女で、姉の名は真理で妹は花子。長女・次女があまりにも乾いたことを言うようになったため、三女は普通の名前にしたらしい。
白井 こころ（しろい こころ）
女子大生。アルバイトで精神医学教室の医局秘書を勤める。本作で唯一の常識人であり、ツッコミ役でもある。

## 単行本
- ゆうきゆう（原作）・ソウ（作画） 『おとなの1ページ心理学』少年画報社〈ヤングキングコミックス〉、全6巻
  1. 2009年7月21日発売 ISBN 978-4-7859-3198-8
  2. 2010年4月8日発売 ISBN 978-4-7859-3355-5
  3. 2011年4月1日発売 ISBN 978-4-7859-3595-5
  4. 2012年4月19日発売 ISBN 978-4-7859-3825-3
  5. 2013年4月22日発売 ISBN 978-4-7859-5031-6
  6. 2014年4月28日発売 ISBN 978-4-7859-5275-4